# Home Run
Home Run ist ein Begriff aus dem Baseball. Man spricht von einem Home Run, wenn es einem Batter (Schlagmann) gelingt, infolge eines eigenen Schlages alle vier Bases abzulaufen und mit Erreichen der Home Plate einen Run zu erzielen, also einen Punkt zu machen. Dabei erzielt jeder andere Spieler, der bereits auf einer der Bases steht, ebenfalls einen Punkt.

## Erzielen im Spiel
Heutzutage werden Home Runs meistens erzielt, indem der Ball innerhalb des Fair Territories über den Outfieldzaun, also die Spielfeldbegrenzung, geschlagen wird. Eine seltenere und für den Batter schwerere Variante des Home Runs ist der so genannte Inside-the-park Home Run. Der Ball verlässt dabei nicht das Spielfeld und es gelingt dem Schlagmann, die Home Plate zu erreichen, bevor es dem verteidigenden Team gelingt, ihn ‚out‘ zu machen. Meistens gelingt dies, wenn der Batter ein sehr schneller Läufer ist und das verteidigende Team einen Fehler begeht oder der Ball verspringt und für den Feldspieler schwer erreichbar wird. Wird der Fehler der Abwehrspieler jedoch vom offiziellen Scorer als Error gewertet, so bekommt der betreffende Batter keinen Home Run in seine Statistik eingetragen, was jedoch für die erzielten Punkte nicht von Belang ist.
Sind bereits ein bzw. zwei Bases von Runnern besetzt und der Batter schlägt einen Home Run, so werden von den Runnern und dem Schlagmann zwei bzw. drei Punkte erzielt und man spricht von einem 2- bzw. 3-run Home Run. Sind alle drei Bases besetzt, so können alle vier Spieler (die drei auf den Bases und der Schlagmann) einen Run erzielen, also jeweils einen Punkt holen. In einem solchen Fall spricht man von einem Grand Slam. Ein Inside-the-park Grand Slam ist möglich, jedoch müssen dazu so viele Faktoren zusammenspielen, dass sie extrem selten sind.
Die Chancen, einen Home Run zu erzielen, sind von Stadion zu Stadion leicht unterschiedlich, da weder die Entfernung von der Home Plate bis zum Outfieldzaun noch die Höhe dieses Zauns einheitlich geregelt sind.

## Rekorde
Den Rekord in der amerikanischen Major League für die meisten Home Runs in einer Saison hält derzeit Barry Bonds von den San Francisco Giants. Ihm gelangen in der 2001er-Saison 73 sogenannte Single-Season Home Runs. Langjähriger Rekordhalter war Babe Ruth, der zwischen 1919 und 1927 den Rekord auf 60 Home Runs in 154 Saisonspielen erhöhte. Dies war zu jener Zeit so außergewöhnlich (der vorherige Rekord war 27 und datierte aus dem Jahr 1884), dass der Rekord von vielen Experten und Fans als unerreichbar angesehen wurde.
Dies gelang jedoch 34 Jahre später Roger Maris, der Ruths Rekord sogar um einen Home Run verbesserte. Für Puristen blieb allerdings der Makel, dass Maris acht Saisonspiele mehr zur Verfügung hatte; seine letzten beiden Home Runs erzielte er in den Saisonspielen 159 und 161. Erst 1998 wurde Maris’ Rekordmarke überflügelt, bemerkenswerterweise von zwei Spielern innerhalb derselben Saison. Mark McGwire von den St. Louis Cardinals und Sammy Sosa von den Chicago Cubs trieben sich gegenseitig zu neuen Höchstleistungen. McGwire gelang sein 62. Home Run im Spiel gegen die Cubs. Er beendete die Saison mit 70 Home Runs, Sosa mit 66. Bonds’ aktueller Rekord verursachte weit weniger Medienrummel als die vorherigen beiden Rekordverbesserungen, da die Aufmerksamkeit der Öffentlichkeit auf die Terroranschläge vom 11. September gerichtet, zum anderen der bestehende Rekord erst drei Jahre alt war.
Den Rekord für die meisten Home Runs im professionellen Baseball über die gesamte Karriere hält Sadaharu Oh. Am 12. Oktober 1980 gelang dem Spieler der Yomiuri Giants sein 868. Home Run.
Rekordhalter in der MLB ist wiederum Barry Bonds mit 762 Home Runs, der den langjährigen Rekordhalter Hank Aaron (755 Home Runs)  in der Saison 2007 um sieben Runs übertraf. Neben diesen beiden erreichten nur sieben weitere Spieler der MLB mehr als 600 Home Runs: Babe Ruth (714), Albert Pujols (703), Alex Rodríguez (696), Willie Mays (660), Ken Griffey Jr. (630), Jim Thome (612) und Sammy Sosa (609). Giancarlo Stanton hält den Rekord für die meisten Home Runs aller aktiven Spieler der MLB mit 429 zum Ende der Saison 2024.

## Besonderheiten
Die Zahl der Home Runs fällt seit einiger Zeit; der Durchschnitt von 2,01 pro Spiel 2008 ist der niedrigste seit 1993. Der Höchstwert von 2,34 Home Runs pro Spiel stammt aus dem Jahr 2000. Für den Rückgang seitdem wird auch der zunehmend strengere Umgang der MLB mit Dopingmitteln, insbesondere anabolen Steroiden, verantwortlich gemacht. Eine Besonderheit ist im Oracle-Park-Stadion möglich: Es liegt nahe der Bucht von San Francisco, so dass manche Home Runs in den McCovey Cove (benannt nach Willie McCovey, Spieler der Giants von 1959 bis 1980) ins Wasser fliegen – ein sogenannter Splash Hit.